# 카타마르카주

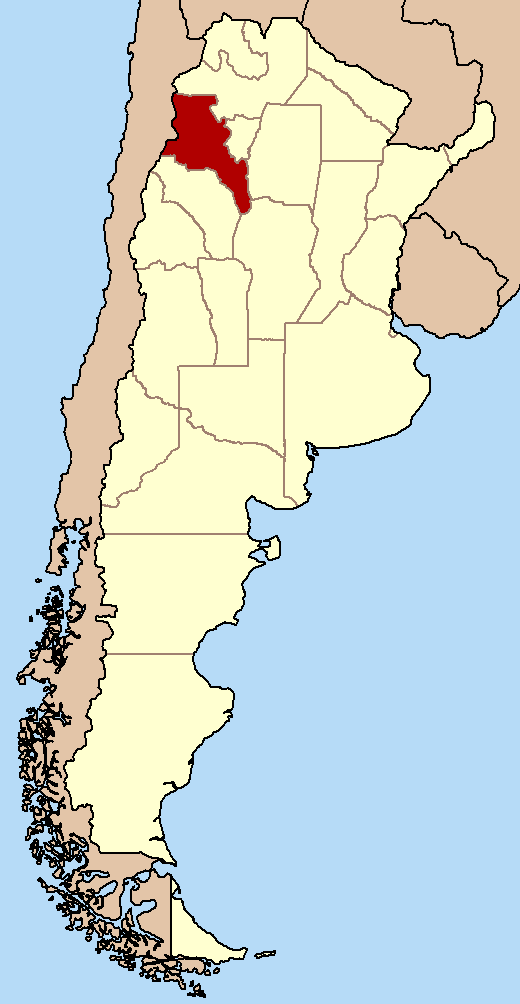
카타마르카 주

카타마르카주(Catamarca)는 아르헨티나의 주로, 이 나라의 북서부에 자리 잡고 있다. 주도는 산페르난도델바예데카타마르카로, 보통 '카타마르카'로 줄여 부른다. 이 주의 인구는 334,568명(2001년 인구조사)으로, 면적은 102,602 km2이다. 이 지역의 문자해득률은 95.5%에 이른다. 인접주로는 (북쪽부터 시계방향으로) 살타주, 투쿠만주, 산티아고델에스테로주, 코르도바주, 라리오하주이다. 서쪽으로는 칠레와 국경을 맞대고 있다. 16개 군을 관할한다.

주기
주 문장